# フリーエネルギー陰謀論
フリーエネルギー弾圧陰謀論（フリーエネルギーだんあついんぼうろん、英:Free energy suppression conspiracy theory）とは、コストがゼロで汚染が一切ないとされるクリーンなフリーエネルギーを、政府・企業・団体といった何らかの組織が隠蔽・弾圧していると主張する陰謀論である。
この陰謀論では様々な技術や装置が隠蔽されているとされ、永久機関、常温核融合技術、地球外生命体によってもたらされた地球外の技術、反重力装置、ヘンプ・オイル（大麻油脂、大麻油）、その他証明されていない低コストあるいは無料のエネルギーなどが含まれる。

## 主張
フリーエネルギー陰謀論では、19世紀なかば以降に「弾圧」が始まったと主張されている。弾圧は様々な国々の政府機関、巨大企業、特別利益団体、あるいは発明家によって行われたとされている。一般的に、利益団体は燃料産業や原子力産業に関連しているとされており、弾圧あるいは隠蔽する理由は、フリーエネルギーが露呈すればこれらのビジネスモデルが脅かされるからと主張されている。
フリーエネルギー陰謀論によって主に唱えられる主張は以下である。
- 科学者含む科学界は、査読制度や学術的な圧力によって、フリーエネルギーに関する研究を管理・弾圧している。
- 既存の技術によって、ほとんど無、あるいは全く無視できるほど小さいコストで電力を生産することのできる装置が実在するが、隠蔽・弾圧されている[12][13]。
- フリーエネルギーの関連特許は、ほとんどが買い占められている[14][15]。

フリーエネルギー陰謀論では、さまざまな歴史上の人物がフリーエネルギー研究を隠蔽するために弾圧を受けたり、殺害されたりした（自殺に見せかけたものも含む）とされている。主にはニコラ・テスラ、スタンリー・メイヤー、ユージン・マローヴ、ジェームズ・マクドナルド (気象学者)などが挙げられている。また、ニコラ・テスラが無限のエネルギーを無料で生成できるシステム（ウォーデンクリフ・タワー）を開発するのに成功したと主張するフリーエネルギー陰謀論支持者も存在する。この陰謀論を支持する著名人としては、フリーエネルギー装置に関する証拠を探すためにハッキングを繰り返したハッカー、ゲイリー・マッキノンなどがいる。
なお、歴史から隠蔽されている巨大国家が存在したと主張するタルタリア陰謀論（英語: Tartarian Empire）支持者の中では、かつて存在したタルタリア帝国と呼ばれる高度文明を持つ国家が、フリーエネルギーを使用していたと信じるものも存在する。